# Giancarlo Judica Cordiglia
Giancarlo Judica Cordiglia (San Maurizio Canavese, Piemont, Olaszország, 1971. szeptember 30.) olasz színész. Olaszországban 1999-től Gnomo Ronfo szerepét alakítja a Rai Tre olasz tévécsatorna Melevisione című gyermekműsorában.